# Siphonoglossa linifolia
Siphonoglossa linifolia là một loài thực vật có hoa trong họ Ô rô. Loài này được C.B. Clarke miêu tả khoa học đầu tiên.